# 팀 라헤이
팀 라헤이(Tim LaHaye, 1926년 4월 27일 ~ 2016년 7월 25일)는 미국의 기독교 목사, 소설가로, 제리 B. 젱킨스와 함께 쓴 레프트 비하인드 시리즈로 알려져 있다.

## 비판
미국의 장로교 신학자 겸 목사인 마이클 호턴은 그의 책 세상의 포로 된 교회에서 팀 라헤이를 기독교 우파의 대표적인 인물로 지적을 하면서, 그가 1980년대의 복음주의 전략을 '지성을 놓고 벌이는 전투;'라고 하는 데서, 세속화에 대한 전쟁을 선포하는 라헤이는 교회안에 이미 들어와 버린 세속화에 대해서는 언급이 없다고 지적하였다. 호턴은 라헤이가 신학적인 면을 무시하고 도덕적인 면에만 신경썼기 때문에 세속화가 더욱 가속화되었다고 주장한다. 즉, 신학을 내버린 결과 반지성적이며 전투적인 복음주의만 남았다는 것이다.

## 같이 보기
- 기독교 종말론